# Mała instytucja płatnicza
Mała instytucja płatnicza – zgodnie z ustawą o usługach płatniczych osoba fizyczna, osoba prawna oraz jednostka organizacyjna niebędąca osobą prawną, której ustawa przyznaje zdolność prawną, wpisana do rejestru dostawców usług płatniczych i wydawców pieniądza elektronicznego, prowadząca działalność w zakresie którejkolwiek z usług płatniczych innej niż usługa inicjowania transakcji płatniczej lub usługa dostępu do informacji o rachunku.
Działalność małych instytucji płatniczych jest działalnością regulowaną w rozumieniu ustawy Prawo przedsiębiorców, co oznacza, że jej prowadzenie jest możliwe wyłącznie po spełnieniu przesłanek określonych w ustawie i po otrzymaniu wpisu do właściwego rejestru. 
Wprowadzenie małych instytucji płatniczych do polskiego porządku prawnego stanowi implementację postanowień tzw. dyrektywy PSD2. Przyjmuje się, że prowadzenie działalności gospodarczej w formie małej instytucji płatniczej jest znacznie tańsze i prostsze, niż prowadzenie działalności w formie krajowej instytucji płatniczej.

## Wymogi dla małej instytutji płatniczej
Wymogi jakie zgodnie z ustawą o usługach płatniczych są stawiane przed podmiotem chcącym zostać małą instytucją płatniczą są uproszczone względem tych, które są przewidziane dla krajowej instytucji płatniczej. W szczególności nie ma wymogu prowadzenia działalności w określonej formie prawnej, np. wyłącznie w formie spółki akcyjnej (co wynika z definicji, małą instytucją płatniczą może zostać również osoba fizyczna). 
Zgodnie z art. 117h ustawy o usługach płatniczych, mała instytucja płatnicza musi posiadać rozwiązania organizacyjne, które pozwalają na wyliczenie całkowitej miesięcznej kwoty transakcji płatniczych a ponadto musi wdrożyć procedury przewidziane w ustawie o przeciwdziałaniu praniu pieniędzy i finansowaniu terroryzmu. Osobą zarządzająca małą instytucją płatniczą nie może być osoba prawomocnie skazana za przestępstwo przeciwko wymiarowi sprawiedliwości, przestępstwo przeciwko obrotowi gospodarczemu, przestępstwo przeciwko obrotowi pieniędzmi i papierami wartościowymi, przestępstwo, o którym mowa w art. 165a Kodeksu karnego, przestępstwo popełnione w celu osiągnięcia korzyści majątkowej lub osobistej lub przestępstwo skarbowe.
Ponadto, mała instytucja płatnicza jest obowiązana posiadać program działalności i plan finansowy na okres pierwszych 12 miesięcy działalności, który uwzględnia wymóg maksymalnej średniej całkowitej kwoty transakcji płatniczych z poprzednich 12 miesięcy wykonanych przez małą instytucję płatniczą, w tym przez agentów, za pośrednictwem których świadczy ona usługi płatnicze, która zgodnie z art. 117f ust 3 ustawy, nie może przekraczać kwoty stanowiącej równowartość 1 500 000 euro miesięcznie.
Mała instytucja płatnicza obowiązana jest posiadać także wdrożoną aktualną procedurę zarządzania ryzykiem, na które może być narażona. Mała instytucja płatnicza świadcząca usługę polegającą na przyjmowaniu wpłat gotówki i dokonywaniu wypłat gotówki z rachunku płatniczego oraz świadcząca usługi wszelkich innych działań niezbędnych do prowadzenia rachunku może przechowywać środki pieniężne użytkowników na rachunkach płatniczych, przy czym łączna wysokość środków przyjętych dla jednego użytkownika w każdym czasie nie może przekroczyć równowartości w walucie polskiej 2000 euro.

## Uprawnienia małej instytucji płatniczej
Mała instytucja płatnicza może świadczyć prawie wszystkie usługi płatnicze, a w szczególności te określone w ustawie o usługach płatniczych, mała instytucja może zatem:
1. Przyjmować wpłaty gotówki i dokonywać wypłat gotówki z rachunku płatniczego oraz wszelkie działania niezbędne do prowadzenia rachunku;
2. Wykonywać transakcje płatnicze, w tym może dokonywać transferu środków pieniężnych na rachunek płatniczy u dostawcy użytkownika lub u innego dostawcy. Powyższe może odbywać się przez:
  - Wykonywanie usług polecenia zapłaty, w tym jednorazowych poleceń zapłaty
  - Użycie karty płatniczej lub podobnego instrumentu płatniczego,
  - Wykonywanie usług polecenia przelewu, w tym stałych zleceń;
3. Wykonywać transakcje płatnicze wymienione w pkt 2, w ciężar środków pieniężnych udostępnionych użytkownikowi z tytułu kredytu
4. wydawać instrumenty płatnicze;
5. Umożliwiać akceptowanie instrumentów płatniczych oraz wykonywać transakcje płatnicze, zainicjowane instrumentem płatniczym płatnika przez akceptanta lub za jego pośrednictwem, polegające w szczególności na obsłudze autoryzacji, przesyłaniu do wydawcy instrumentu płatniczego lub systemów płatności zleceń płatniczych płatnika lub akceptanta, mających na celu przekazanie akceptantowi należnych mu środków, z wyłączeniem czynności polegających na rozliczaniu i rozrachunku tych transakcji w ramach systemu płatności w rozumieniu ustawy o ostateczności rozrachunku (acquiring);
6. Świadczyć usługi przekazu pieniężnego.

## Wpis do rejestru
Prowadzenie działalności jako mała instytucja płatnicza wymaga dokonania wpisu do właściwego rejestru, który jest prowadzony przez Komisję Nadzoru Finansowego. 
Wniosek do KNF o wpis MIP do rejestru dostawców usług płatniczych i wydawców pieniądza elektronicznego powinien zawierać:
1. Dane dotyczące wnioskodawcy, obejmujące:
  - imię i nazwisko albo nazwę (firmę) przedsiębiorcy,
  - numer w rejestrze CEIDG lub KRS, o ile wnioskodawca taki numer posiada, oraz NIP,
  - miejsce wykonywania działalności, tj. miejsce zamieszkania osoby fizycznej  albo adres siedziby przedsiębiorcy. Ewentualnie wskazuje się także miejsce prowadzenia działalności (jeżeli jest inne niż siedziba),
  - wykaz usług płatniczych, które przedsiębiorca zamierza świadczyć jako MIP;
2. Dane dotyczące agentów MIP (jeśli działalność będzie prowadzona za pośrednictwem agentów). Dane te powinny obejmować w szczególności:
  - imię i nazwisko albo firmę agenta,
  - miejsce zamieszkania i adres w przypadku, gdy agent jest osobą fizyczną lub siedzibę i adres agenta oraz adres głównego miejsca wykonywania jego działalności (zazwyczaj jeżeli działalność jest wykonywana poza siedzibą);
3. Jeśli działalność będzie prowadzona poprzez oddziały podaje się także dane dotyczące poszczególnych oddziałów MIP, obejmujące nazwę (firmę) oddziału, oraz jego adres.

Do wniosku o dokonanie wpisu do rejestru należy ponadto dołączyć:
1. Przedstawienie usług płatniczych, które przedsiębiorca zamierza świadczyć jako MIP w formie schematu graficznego z opisem tych usług oraz wskazaniem, do którego z rodzajów usług określonych w ustawie o usługach płatniczych należą te usługi (schemat powinien wskazywać podmioty uczestniczące w procesie świadczenia usługi, charakteryzować przepływy środków i informacji w procesie świadczenia usługi oraz posługiwać się w tym zakresie terminologią przewidzianą w przepisach ustawy o usługach płatniczych);
2. Oświadczenie wnioskodawcy o kompletności i zgodności informacji z prawdą.

W przypadku zamiaru świadczenia usług płatniczych w charakterze małej instytucji płatniczej za pośrednictwem agentów należy rozważyć także załączenie pisemnego zawiadomienia, o zamiarze świadczenia usług za pośrednictwem agenta. Informacje w nim zawarte mają bowiem istotne znaczenie z punktu widzenia bezpieczeństwa działalności prowadzonej za pośrednictwem agentów i w przypadku nieprzedstawienia tych informacji wraz z wnioskiem, KNF będzie je egzekwować w trybie nadzorczym. 
Wpis do rejestru podlega opłacie skarbowej, którą uiścić należy na rachunek Urzędu Miasta Stołecznego Warszawy
Wniosek można złożyć:
- za pomocą Elektronicznej Skrzynki Podawczej UKNF (ePUAP);
- za pośrednictwem poczty
- osobiście – w biurze podawczym KNF czynnym

Jeżeli jednak KNF uzna, że wniosek jest w jakiś sposób niekompletny, to wezwie wnioskodawcę do uzupełnienia wniosku w terminie 7 dni od dnia doręczenia wezwania. Najczęściej zastrzeżenia KNF dotyczą doprecyzowania schematu graficznego świadczonych usług w związku z korzystaniem z podwykonawców. Po uzupełnieniu braków czy udzieleniu dodatkowych wyjaśnień, wniosek wywiera skutek od daty pierwotnego złożenia.
Możliwe jest również, że KNF wyda decyzję odmowną do dokonania wpisu. Może to nastąpić, jeżeli:
1. wobec wnioskującego podmiotu wydano prawomocne orzeczenie sądu o zakazie świadczenia określonego typu działalności lub
2. podmiot został skreślony z odpowiedniej listy KNF w okresie 3 lat poprzedzających złożenie wniosku.